# Canard d'Eaton
 (octobre 2024).
Si vous disposez d'ouvrages ou d'articles de référence ou si vous connaissez des sites web de qualité traitant du thème abordé ici, merci de compléter l'article en donnant les références utiles à sa vérifiabilité et en les liant à la section « Notes et références ».
Anas eatoni
Espèce
Statut de conservation UICN

 VU A3e : Vulnérable
Le Canard d'Eaton (Anas eatoni), parfois appelé pilet de Kerguelen, est une petite espèce de canards de surface. Il est endémique des îles Crozet et des îles Kerguelen, dans les Terres australes et antarctiques françaises.
L'espèce est vulnérable, en raison notamment de la présence de prédateurs introduits par l'homme sur les îles sub-antarctiques.

## Description
Le canard d'Eaton est un petit canard de surface, ressemblant à la femelle du canard pilet d'Europe mais d'un poids près de deux fois inférieur. Les individus adultes ont une longueur de 30 cm à 40 cm et une envergure de 65 cm à 70 cm. Leur masse moyenne est de 430 g à 502 g pour les mâles et 400 g à 500 g pour les femelles. 
Ils ne présentent pas le dimorphisme sexuel caractéristique du canard pilet. Le plumage du mâle et de la femelle adulte du canard d'Eaton est brun sur le dessus avec des parties couleur cannelle sur le dessous. Il ne se distingue que par la couleur du miroir qui est brune chez les femelles et verte chez les mâles, ces derniers possédant également des rectrices plus longues. Le plumage des juvéniles est similaire à celui des adultes mais plus strié en dessous.

## Étymologie
Le nom de ce canard commémore le naturaliste britannique Alfred Edwin Eaton (1845-1929).
L'espèce a en effet été décrite par l'ornithologue Richard Bowdler Sharpe à partir des spécimens collectés par Eaton. Cependant, d'autres spécimens avaient déjà été collectés lors de l'Expédition Ross.

## Distribution et sous-espèces
Le canard d'Eaton est endémique de deux groupes d'îles de l'océan Indien appartenant aux Terres australes et antarctiques françaises. 
Selon la classification de référence du Congrès ornithologique international (version 15.1, 2025) :
- Anas eatoni drygalskyi Reichenow, 1904 — Canard d'Eaton de Crozet — archipel Crozet,
- Anas eatoni eatoni (Sharpe, 1875) — Canard d'Eaton de Kerguelen — îles Kerguelen.

## Comportement

### Alimentation
Le canard d'Eaton est sédentaire et séjourne sur les côtes avec quelques déplacements en hiver vers des baies abritées. 
Il fréquente les eaux douces des mares, des petits lacs, des cours d’eau, des zones humides comme les tourbières et les souilles d'éléphant de mer austral, et l'estran. Il s'y nourrit essentiellement d'insectes, de vers, de crustacés et de végétaux (débris, graines de chou de Kerguelen). 
Après la période de reproduction, il se nourrit en petits groupes, principalement pendant la journée, mais aussi parfois la nuit pour éviter le risque de prédation.

### Reproduction
La période de reproduction a lieu pendant l'été austral, entre les mois de novembre et janvier, mais peut s'étendre jusqu'en mars avec des pontes tardives. Le canard d'Eaton est monogame et se reproduit par couples isolés. Les comportements nuptiaux sont peu connus. La femelle pond 2 à 9 œufs (5 en moyenne) de couleur vert olive clair déposés sur le sol dans un nid constitué d'éléments végétaux et de duvet, caché dans une touffe d’herbes ou installé dans une anfractuosité rocheuse. Elle incube seule à partir de la ponte du dernier œuf pendant 23 jours en moyenne.
Les poussins quittent ensuite le nid et suivent leur génitrice pour s’alimenter. Ils prennent leur envol environ 40 à 45 jours après l’éclosion.
Dans la période suivant la reproduction, le canard d'Eaton perd ses rémiges et ne peut plus voler. Il est vulnérable à son prédateur, le Labbe antarctique, et se dissimule alors dans les herbes hautes et les anfractuosités des rochers.

## Menaces
Aux XIXe et XXe siècles, le canard d'Eaton a été chassé par les phoquiers et les membres des expéditions scientifiques. Aux îles Kerguelen, l'impact de la chasse a été renforcé après la construction de la base de Port-aux-Français en 1950.
Actuellement, la principale menace est liée à la présence de prédateurs introduits par l'homme : le chat haret et le rat.
Le canard d'Eaton est présent depuis 1988 sur la Liste rouge de l'UICN. Inscrit initialement en tant qu'espèce à faible risque, il y figure depuis 2000 comme espèce vulnérable.
Une tentative d'introduction de l'espèce dans l'Île Amsterdam s'est révélée infructueuse en 1970.